# Together Through Life
Together Through Life je 33. studiové album amerického písničkáře Boba Dylana, vydané 28. dubna 2009 u Columbia Records. Album produkoval Jack Frost. což je jeden z mnoha pseodonymů Boba Dylana.

## Seznam skladeb
Veškerou hudbu složil Bob Dylan; všechny texty napsali Robert Hunter a Bob Dylan, pokud není uvedeno jinak.
| Pořadí         | Název                     | Autor                       | Délka |
| -------------- | ------------------------- | --------------------------- | ----- |
| 1.             | Beyond Here Lies Nothin'  |                             | 3:51  |
| 2.             | Life Is Hard              |                             | 3:39  |
| 3.             | My Wife's Home Town       | Willie Dixon, Dylan, Hunter | 4:15  |
| 4.             | If You Ever Go to Houston |                             | 5:49  |
| 5.             | Forgetful Heart           |                             | 3:42  |
| 6.             | Jolene                    |                             | 3:51  |
| 7.             | This Dream of You         | Dylan                       | 5:54  |
| 8.             | Shake Shake Mama          |                             | 3:37  |
| 9.             | I Feel a Change Comin' On |                             | 5:25  |
| 10.            | It's All Good             |                             | 5:28  |
| Celková délka: | Celková délka:            | Celková délka:              | 45:33 |

## Sestava
- Bob Dylan – kytara, klávesy, zpěv
- Mike Campbell – kytara, mandolína
- David Hidalgo – akordeon, kytara
- Donnie Herron – steel kytara, banjo, mandolína, trubka
- Tony Garnier – baskytara
- George Recile – bicí